# Mygalea
Mygalea — рід комахоїдних ссавців кротових (Talpidae). Скам'янілі рештки представляють міоцен Чехії (1 колекція), Франції (1), Німеччини (8). Види: Mygalea antiqua, Mygalea jaegeri, Mygalea magna.